# میر (طالقان)

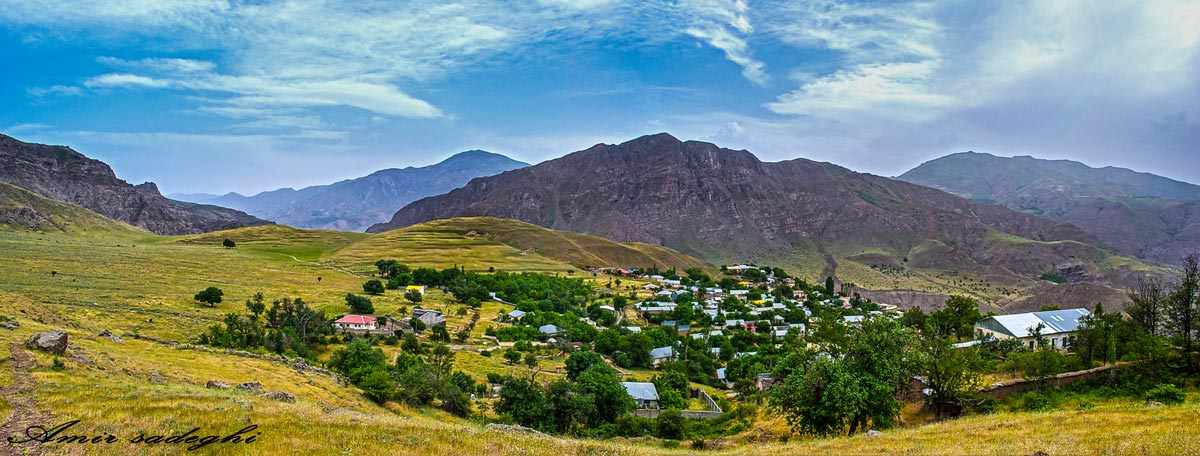
روستای میر (طالقان)

میر، روستایی از توابع بخش مرکزی شهرستان طالقان در استان البرز ایران است.
میر یکی از روستاهای طالقان واقع در منطقه پایین طالقان است. از محله‌های میر می‌توان به گرمودر، کابار، رجی سر (Rajei-Sar)، جوری زمین، خزه‌ای دیم اشاره کرد.
میر به معنای بزرگ و از نظر لغوی مخفف امیر نیز آمده‌است که در گذشته و حال از بزرگ‌ترین روستاهای پایین طالقان محسوب می‌شود. فاصله تهران تا میر ۱۵۲ کیلومتر است که ۱۰۰ کیلومتر آن بزرگراه تهران - قزوین است.
ارتفاع این روستا از سطح رودخانه تا سطح دریای آزاد حدود ۱۸۰۰ متر است. حداکثر متوسط دما در تابستان ۳۳درجه سانتی گراد و در سردترین ماه ۱۱- درجه سانتی گراد می‌باشد.
این روستا دارای باغها و مزارع زیادی می‌باشد. باغهای کابار در شمال روستا و باغهای درباغ، جیری باغچه، جیری دره، اسی سر، رونسی، پشتی دره، زمینانی میان در غرب و باغهای سبزه کار، آلشای دیم، تلی بن در جنوب غربی قرار گرفته‌اند و میر باغ جو، چلچلای دیم، هادی باغ، میر باغ، رشتوا، بند سرک، جیرو، دهاله‌ای ریشه، پیرزنی لات، اسیوپس، یوسف آباد در جنوب. نظر آباد، وجین رو، جوری واگنک، جیری واگنک در جنوب شرقی و مزرعه و باغات جوری زمین در شرق روستا قرار گرفته‌است.
چشمه‌های روستا نیز عبارت‌اند از: یراکرسی چشمه در شمال، زمینی چشمه در غرب، پسین دره‌ای چشمه در شرق، کوانکی چشمه در فاصله ۶ کیلومتری شمال روستا، سر چشمه در فاصله ۵ کیلومتری شمال روستاو چشمه کچل دره در پشت گرمودر و پایین کابار
کوه‌های روستای میر نیز شامل: کوری سر، شهرودی خاک، اسپی سنگان، زراور مازی گردن، میانین دره، خزی سر، کوانکی چشمه، دریاوک، کند سرکی گردن، دورانی دره، اسب نشینی تله، زرد وچال و … می‌باشد.

## جمعیت
این روستا در دهستان پایین طالقان قرار دارد و براساس سرشماری مرکز آمار ایران در سال ۱۳۹۰، جمعیت آن ۲۶۵ نفر (۱۰۱خانوار) بوده‌است.

## زبان گفتاری
در میر هم بمانند دیگر روستاهای طالقان زبان تاتی رایج است.